# Yeokdoyojeong Kim Bok-joo
Yeokdoyojeong Kim Bok-joo (hangul: 역도요정 김복주; RR: Yeokdo-yojeong Gim Bok-ju) és una sèrie de televisió sud-coreana del 2019 protagonitzada per Lee Sung-kyung, Nam Joo-hyuk, Lee Jae-yoon, Kyung Soo-jin i Byeon Woo-seok. Es va emetre a MBC del 16 de novembre de 2016 a l'11 de gener de 2017.

## Repartiment
- Lee Sung-kyung - Kim Bok-joo
- Nam Joo-hyuk - Jung Joon-hyung
- Lee Jae-yoon - Jung Jae-yi
- Kyung Soo-jin - Song Shi-ho